# Sierra Leone People's Party
Sierra Leone People's Party (SLPP) (engelsk for Sierra Leones Folkeparti) er det ene af de to store politiske partier i Sierra Leone. Det andet store parti og dets politiske rival er All People's Congress (APC). SLPP har været det regerende parti i Sierra Leone siden 4. april 2018. Det identificerer sig som et socialdemokratisk parti.
SLPP dominerede Sierra Leones politik fra grundlæggelsen i 1951 til 1967 da det tabte parlamentsvalget i 1967 til APC ledet af Siaka Stevens.
SLPP vendte tilbage til magten, da dets leder Ahmad Tejan Kabbah vandt præsidentvalget i 1996. Partiet var ved magten fra 1996 til 2007 da det igen tabte til APC ledet af Ernest Bai Koroma ved præsidentvalget i 2007. SLPP vendte tilbage til magten i 2018 den 4. april, da Julius Maada Bio blev taget i ed som ny præsident for Sierra Leone efter at have vundet præsidentvalget i Sierra Leone i 2018.
SLPP står meget stærkt i det sydøstlige Sierra Leone (undtagen i Kono-distriktet, et svingdistrikt) hvor partiet jævnligt vinder præsident-, parlaments- og lokalvalg med store marginer. SLPP har stor minoritetsstøtte i det vestlige område inklusive Freetown og i Koinadugu-distriktet, Falaba-distriktet og Kambia-distriktet i den nordlige del af landet.